# Метрополитън опера
Вижте пояснителната страница за други значения на Метрополитън.
Метрополитън опера (на английски: Metropolitan Opera) е оперен театър в Ню Йорк, най-известната опера на САЩ.
До 1966 г. операта „Метрополитън“ се намира в сграда на Бродуей, на ъгъла на 39-а и 40-а улица. Тогавашната сграда на операта е открита на 22 октомври 1883 г. с „Фауст“ на Гуно. Архитект на сградата е Кливланд Кейди.
Инвеститори са няколко богати семейства в града, които са любители на оперното изкуство и искат да имат собствени ложи в театъра. Инвестицията възлизала на 800 млн. долара. В залата за спектакли обаче не е постигната желаната акустика и функционалност. През първия сезон интересът към спектаклите е под очаквания и дефицитът достигнал 600 млн. долара. По-нататъшната дейност на операта вече е забележителна и я прави една от най-желаните сцени в света. Пожар на 27 август 1892 г. силно поврежда зданието. След възстановителни дейности операта отново е открита. Зданието се използва до 1966 г., а след преместването на операта на ново място то е разрушено през 1967 г.
През 1966 г. „Метрополитън опера“ се премества в новопостроена сграда (1963 – 1966, архитект Уолъс Харисън) – в Центъра за изкуства „Линкълн“, намиращ се между алеите „Кълъмбъс“ и „Амстердам“ и 62-ра и 65-а улица. В този комплекс се намират също така Нюйоркската филхармония (New York Philharmonic), Музикалната школа на Джулиард (Juilliard School of Music) и Нюйоркската градска опера (The New York City Opera).
В представленията на „Метрополитън опера“ участват като гости всички звезди на това изкуство – певци, музиканти инструменталисти, диригенти и режисьори.
През 1989 г. конкурсът за поста концертмайстор на операта е спечелен от българската цигуларка Елмира Дърварова, която е първата и понастоящем единствената жена-концертмайстор там. Тази позиция тя заема до 1993 г.
- „Метрополитън опера“ през 1937 г.
- Сегашната сграда на операта в „Линкълн център“
- Днешната зала в операта